# Gy. Szabó Béla
Gy. Szabó Béla (Gyulafehérvár, 1905. augusztus 26. – Kolozsvár, 1985. november 30.) romániai magyar grafikus.

## Életpályája
Elemi és gimnáziumi tanulmányait Gyulafehérváron végezte. A gimnáziumban kiváló rajztanára volt Reithofer Jenő személyében, aki Székely Bertalan mestertől tanult. Gy. Szabó a budapesti Műegyetemen tanult, 1927-ben szerzett gépészmérnöki oklevelet. Már egyetemista korában is erősen foglalkoztatta a rajzolás, 1925-ben készítette első pasztelljét Édesanyám címen. Egyre több pasztell került ki keze alól. Képei környezetéről, s gyulafehérvári élményeiről vallanak. Gépészmérnökként nem kapott munkát, így visszatért a szülői házba, s egyre többet rajzolt, festett, s járt tanulni a mesterfogásokat Reithofer gyulafehérvári szabad iskolájába.
1931-ben állást kapott Kolozsvárott az Energia Villamossági Gépgyárban, most már csak esténként és éjszaka volt ideje rajzolni. Szénnel, ceruzával dolgozott. 1932-ben egy Kós Károly által rendezett kolozsvári kiállításra jutott el néhány szénrajzával és két akvarelljével. Kós Károly Gy. Szabó rajzait látva, ajánlotta neki, hogy próbálkozzék fametszéssel. 1933-ban a nagy gazdasági válság hatására megszűnt Gy. Szabó munkahelye, most már csak a rajzolásnak és a fametszésnek élt.
1935-ben jelent meg Liber miserorum (Szegények könyve) c. 50 fametszetet tartalmazó albuma, melynek darabjai az 1930-as évek elejének gazdasági válsággal megterhelt időszakát tükrözik, az emberek szociális nehézségeit, még a szülőföld szép tájai is (például a Mezőség) fekete-fehér komor színekben tűnnek fel, érzékeltetve a lelki magányosságot, a tehetetlenséget, a kiszolgáltatottságot.
Az 1930-as évek második felében módja nyílt továbbképezni magát a budapesti Magyar Képzőművészeti Főiskolán, ahol Varga Nándor Lajos volt a mestere. Bejárta Európa legszebb tájait, ellátogatott Olaszországba, Dalmáciába, Bulgáriába, Görögországba. Utazásainak tájélményeit rajzokban, pasztellekben, s gazdag színvilággal örökítette meg, beköszöntött az ő derűs alkotói korszaka. 1939-ben megjelentetett Liber vagabundi (Barangolókönyv) c. albuma már az ember és a természet harmóniájának kifejezésére törekedett. Számos rajzát, grafikáját fametszetekben is megörökítette.
Közben beteg is volt, s Szankon, a kiskunsági faluban, a református parókia gondnokánál nyert gyógyulást, hálából 70 grafikáját hagyományozta Szankra, majd halála után az örökösök illetve a Nemzeti Galéria kiegészítették a gyűjteményt, amely mintegy 700 alkotásból áll, és amelyet több kiállításon mutattak be.
Egyre mélyebbre hatolt a természet ábrázolásában, 1941-ben a 28 tusrajzot tartalmazó Homokvilág c. albumában az Alföld és a bugaci puszta nyert lírai képeket. 1941–1944 között tagja és kiállító művésze volt a Barabás Miklós Céhnek.
1951–1965 között készültek Tizenkét hónap c. metszetei, melyek a Hónapok c. albumban 1973-ban lettek közreadva. Folyók, tavak, vízesések ábrázolásánál kitűnt fényábrázoló képességeivel. 1956–57-ben Kínában rajzolt, 1969–72 között sokat dolgozott a Balaton partján. 1972–73-ban Mexikóba, 1980-ban az NSZK-ba és Kolumbiába látogatott. Élményeiről rajzokkal és pasztellekkel illusztrált útikönyvekben számolt be. 1965-ben 20 grafikával illusztrálta Dante Divina Comediáját, a pokol reménytelenségét, a paradicsom színeit, fényeit és a purgatórium drámáját, a kötet 1976-ban jelent meg.
Utolsó témája az apokalipszis, mely a Bibliából, A jelenések könyvéből meríti témáját, s a végső kérdésekre kereste a választ 22 grafikában. 1985-ben ragadta el a halál, szülővárosában, Kolozsvárott, a Házsongárdi temetőben nyugszik.

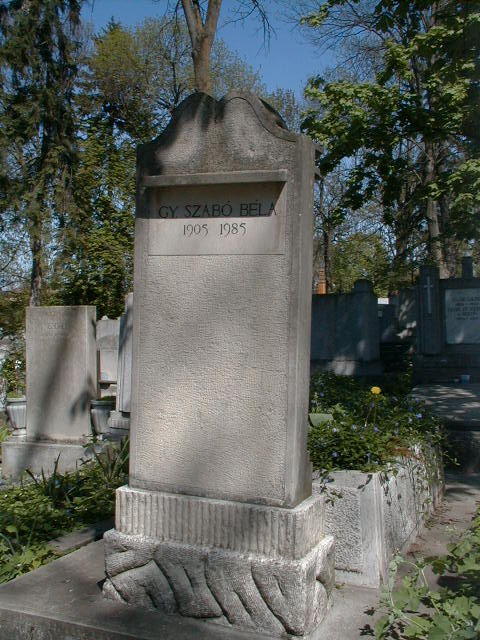
Gy. Szabó Béla sírja Kolozsvárott, a Házsongárdi temetőben.

## Művészeti hagyatéka
Gazdag életművet hagyott hátra, minden témát alaposan végigrajzolt, alázattal szolgálta a grafikai művészetet, s annak virtuóz mesterévé vált. Expresszív és lírai az ő kifejezési módja, képei az egész világot bejárták, s mindenütt sikere volt. Nem egyszerűen termékeny, hanem nagyon sikeres is az ő életműve, mindazon által számszerűsége is meghökkentő, 14 000 rajz, közel 200 pasztell, 150 körüli olajkép, közel 1500 fametszet maradt utána.

## Kiállításai (válogatás)

### Csoportos
- A magyar grafika 100 éve, Budapest (1948)
- Velencei biennále, Velence (1954)
- Nemzetközi grafikai kiállítás, Lugano (1956)
- Grafikai biennálé, Velence (1960)
- Dante-évforduló, Róma (1965)
- Jelenkori román képzőművészet, Philadelphia (1973)
- Nemzetközi Ex libris Kiállítás, Szeged (1976)

### Egyéni
| - Antwerpen (1958) - Arad (1970) - Bécs (1969) - Brassó (1962, 1965, 1975) - Brugge (1972) - Brüsszel (1957, 1959) - Budapest (1948, 1965, 1966, 1971, 1974) - Bukarest (1954) - Ciudad de Mexico (1960, 1973) - Craiova (1961) - Csíkszereda (1964, 1965) - Debrecen (1965, 1969, 1972) - Genova (1965) - Hannover (1980) - Kolozsvár (1934, 1937, 1940, 1942, 1960, 1961, 1965, 1969, 1970, 1975, 1976, 1978) - Leningrád (1959) | - Leyden (1952) - Liege (1956, 1959, 1966) - Louvain (1964) - Marosvásárhely (1954, 1967, 1972) - Moszkva (1959) - Nagybánya (1961) - Nagyvárad (1961, 1962, 1966) - New York (1959, 1976) - Ottawa (1978) - Pittsburgh (1977) - Portland (1967) - Riga (1959) - Rochester (1977) - Sepsiszentgyörgy (1962, 1965, 1973) - Szatmár (1961, 1966, 1979) - Székesfehérvár (1975) - Toronto (1978) |

| - Fáramászó (c. 1932) - Koldusok (1933) - Nyárád menti táj - Görbe fa télen - Cédrusok tavasszal - Erdei napsütés - Behavazott hidacska (1952) - A Bethlen-bástya télen (1952) - Március (1956) - Nyári eső - Árvíz után - Cikói-szoros - Lolaia-vízesés - Fecskék a fényben - Fény a Gyilkos-tón - Szent Anna-tó - Kínai tó - Kínai úti vázlatok (1960) - Mexikói tél (1974) - Balaton | - Liber Miserorum, Kolozsvár, 1935 - Barangolókönyv, 50 fametszet, Kolozsvár, 1939 - Homokvilág, 28 tusrajz, Kolozsvár, 1941 - 25 fametszet, Kolozsvár, 1949 - Kínai útivázlatok, Bukarest, 1960 - Hónapok, Kolozsvár, 1973 - Mexikói tél, Kolozsvár, 1974 - La Divina Comedia, Kolozsvár, 1976 - Jelenések könyve, Kolozsvár, 1977-78 - Arany János: Toldi, Méhkas Diákszövetkezet, Kolozsvár, 1945 - Bözödi György: Hazafelé, Marosvásárhely, 1958 - Csokonai Vitéz Mihály: Lilla, Magyar Helikon, Gyoma, 1963 - Dsida Jenő: Nagycsütörtök, Erdélyi Szépmíves Céh, Kolozsvár, 1933 - Katolikus imakönyv, Kolozsvár, 1975 - Nyirő József: Kopjafák, Erdélyi Szépmíves Céh, Kolozsvár, 1933 - Száz szerelmes szonett, Kolozsvár, 1984 |

## Díjak, elismerések
- Román Népköztársaság Állami Díja (1956)
- Liege város díszpolgára (1957)
- Kulturális érdemérem I. fokozat (1971)